# Stowarzyszenie na rzecz Ochrony Krajobrazu Kulturowego Mazur „Sadyba”
 Stowarzyszenie na Rzecz Ochrony Krajobrazu Kulturowego Mazur „Sadyba” – założone w 2004 roku z inicjatywy Danuty Worobiec i Krzysztof Worobca. Stowarzyszenie działa aktywnie na rzecz ochrony krajobrazu postrzeganego jako całość i chroni zagrożone zniszczeniem elementy krajobrazu kulturowego, w szczególności regionu warmińsko-mazurskiego: zabudowę i układy przestrzenne wsi i miast, pałace, parki, aleje, kapliczki i cmentarze etc, nie zapominając o konieczności ochrony krajobrazu naturalnego, zwłaszcza obszarów cennych przyrodniczo. Robi to w sposób czynny (np. porządkując cmentarze i ratując zabytki przed rozbiórką) i bierny (dokumentując, edukując, promując). Działania Stowarzyszenia opierają się na pracy społecznej i wkładzie finansowym wnoszonym przez członków.

## Cele
- Ochrona krajobrazu kulturowego, w szczególności regionu warmińsko-mazurskiego.
- Popieranie, opiniowanie, inicjowanie działań na rzecz ochrony krajobrazu kulturowego: edukacyjnych, kulturalnych, wydawniczych, gospodarczych, społeczności lokalnej.
- Zapobieganie dewastacji i wprowadzaniu niekorzystnych zmian w krajobraz kulturowy.
- Dokumentowanie istniejącego stanu krajobrazu kulturowego, w szczególności architektonicznego.
- Propagowanie turystyki, w szczególności zrównoważonej (podtrzymującej ekologiczną, społeczną i ekonomiczną integralność terenów, która przyczynia się do zachowania dla przyszłych pokoleń w niezmienionym stanie zasobów naturalnych i kulturowych tych obszarów).

## Działania
- Zainicjowanie w 2004 roku regionalnej, a z czasem ogólnopolskiej akcji „Ratujmy aleje” w celu zachowania zagrożonych wycinką alei przydrożnych, zwrócenia uwagi na ich wartości przyrodnicze i kulturowe, której efektem była zmiana w 2010 roku przepisów ustawy o ochronie przyrody ograniczająca niekontrolowaną wycinkę drzew przydrożnych oraz pionierska, interdyscyplinarna konferencja „Aleje w krajobrazie Warmii i Mazur. Historia, znaczenie, zagrożenia, ochrona i pielęgnacja”. Akcja ta zyskała poparcie wielu organizacji pozarządowych i znanych osób ze świata sztuki i kultury oraz mediów krajowych i zagranicznych.
- Od 2005 r. działania w celu utworzenia Mazurskiego Parku Narodowego - kontynuacja idei zaproponowanej w latach 60 XX-wieku przez profesora Władysława Szafera.
- Wystąpienie w 2005 roku z inicjatywą powołania Starowierskiego Parku Kulturowego obejmującego wsie położone w okolicy Ukty i Wojnowa na Mazurach.
- Wpisanie do rejestru zabytków – na wniosek Sadyby – kilkudziesięciu historycznych obiektów na terenie Warmii i Mazur, w tym na terenie Olsztyna: zespołu dawnych koszar przy ul. Artyleryjskiej, tartaku Raphaelsonów przy ul. Knosały, zespołu budynków browaru przy ul. Wojska Polskiego, willi leśnej przy ul. Leśnej, budynku tzw. koszar Funka przy ul. Kasprowicza, a ponadto: drewnianego dworca cesarskiego w Budwitach, dwóch wież ciśnień w Piszu, dawnej drożdżowni w Kętrzynie, budynku dawnej gazowni w Mrągowie, licznych budynków drewnianych (chata w Wojnowie, wyłuszczarnia nasion w Rucianem) i murowanych (willa Andersa w Rucianem) i leśniczówek (Zdróżno, Jeziorko, Duży Kamień), fortyfikacji w Rucianem, alei drzew prowadzącej ze Świętej Lipki, do Reszla, oraz w województwie podlaskim: zespołu drewnianych budynków mieszkalnych przy stacji Białowieża Towarowa.
- 2007 r. - współautorstwo realizowanej obecnie idei utworzenia Muzeum Techniki i Rozwoju Regionalnego w zabytkowym tartaku Raphaelsohnów w Olsztynie.
- Od roku 2009 realizacja autorskiego projektu „Zagubione wioski Puszczy Piskiej”, mającego na celu dokumentację i upamiętnienie osad puszczańskich, istniejących do 1945 roku na terenie Puszczy Piskiej poprzez uporządkowanie i oznakowanie ich cmentarzy, ustawienie tablic informacyjnych. W wolontariackiej części projektu (realizowanego we współpracy z trzema partnerami) uczestniczyła młodzież z Polski, Rosji, Niemiec, Austrii i Włoch. W planach jest wytyczenie szlaków pieszo-rowerowych oraz publikacja wydawnictw na ten temat (map, przewodników).
- 2009 r. – zapoczątkowanie serii wydawniczej „Ślady w krajobrazie” poświęconej zapomnianym, ginącym lub już zniszczonym elementom i obszarom krajobrazu kulturowego. Dotychczas ukazała się książka „Aleje przydrożne. Historia, znaczenie, zagrożenie, ochrona.”. W przygotowaniu publikacja o zagubionych wioskach Puszczy Piskiej.
- 2010 r. – współinicjator ogólnopolskiej akcji obywatelskiej „Oddajcie Parki Narodowi”, mającej na celu zmianę obowiązującego prawa w zakresie tworzenia i zmiany granic parków narodowych. Prezes Sadyby / Krzysztof A. Worobiec jest przedstawicielem inicjatywy w Sejmie.
- 2013 – inicjatywa utworzenie Parku Kulturowego Starego Miasta i Zatorza w Olsztynie.
- Stała współpraca z wieloma regionalnymi i krajowymi stowarzyszeniami działającymi na rzecz ochrony dziedzictwa kulturowego oraz przyrodniczego. Stowarzyszenie inicjowało i współtworzyło wiele koalicji stowarzyszeń - m.in.  Koalicję Bezpieczna Energia, działania na rzecz Olsztyna, „Oddajcie Parki Narodowi”, etc.
- Liczne publikacje na temat krajobrazu kulturowego i przyrodniczego,  oraz współpraca z wieloma czasopismami poświęconymi tej tematyce oraz mediami elektronicznymi.
- Prowadzenie bieżących działań dotyczących głównie ochrony środowiska przyrodniczego i zabytków poprzez aktywne uczestnictwo w procesach decyzyjnych mających wpływ na kształtowanie krajobrazu kulturowego i przyrodniczego, oraz o prowadzenie działań interwencyjnych przy użyciu środków przewidzianych w prawie.

Wielorakie i zdecydowane działania Stowarzyszenia zostały zauważone i wyróżniane między innymi Nagrodą Specjalną Ministra Kultury i Dziedzictwa Narodowego w 2009 roku „w uznaniu nieocenionych zasług wszystkich członków Stowarzyszenia dla kultury polskiej”.

## Siedziba
Stowarzyszenie na Rzecz Ochrony Krajobrazu Kulturowego Mazur „Sadyba”

Kadzidłowo 1, 12-210 Ukta